# 杉山三郎
杉山 三郎（すぎやま さぶろう、1952年 - ）は、日本の人類学者、考古学者。専門はメソアメリカ考古学・人類学。人類学博士。

## 来歴
1952年、静岡県生まれ。1976年8月、静岡県藤枝市教育委員会、静岡県西駿考古学研究会、西武建設による藤枝市三軒家発掘調査団調査員（- 1978年10月）。1978年メキシコに渡り、メキシコ国立人類学歴史学研究所測量士、後に研究員（- 1987年7月）。1981年3月、東京経済大学経済学部卒業。
1987年8月、マサチューセッツ州ブランダイス大学人類学学科博士課程中退（- 1990年6月）、1990年7月、アリゾナ州アリゾナ州立大学人類学学科博士課程修了（- 1995年5月）。1995年5月、アリゾナ州アリゾナ州立大学人類学学科、博士号（人類学）学位取得。
1990年8月、アリゾナ州立大学人類学学科研究助手（- 1994年7月）、1994年8月、ハーバード大学ダンバートン・オークス博物館フェロー（- 1995年6月 ）
1995年7月、アリゾナ州立大学人類学学科研究員（Research Professional）（- 1999年3月）、1999年4月、愛知県立大学外国語学部助教授（- 2003年3月）、2001年4月、愛知県立大学外国語学部・大学院国際文化研究科（国際文化専攻）教授（- 2008年3月）。2005年9月、ハーバード大学ダンバートン・オークス博物館フェロー（- 2006年3月）。
2006年7月、アリゾナ州立大学人類進化・社会変化学部研究准教授（Part-Time）、2015年度より研究教授（Part-Time）。2009年4月、愛知県立大学大学院国際文化研究科（国際文化専攻）特任教授。2013年4月、愛知県立大学多文化共生研究所所長。
2023年4月、瑞宝小綬章受章。

## テレビ出演
- 2009年2月10日 - 『プロフェッショナル 仕事の流儀・第109回「ロマンに生きても、いいじゃないか」』
- 2017年4月8日 - 『SWITCHインタビュー 達人達』平岳大と
- 2024年3月28日 - 『フロンティア・古代メキシコ 失われた文明の謎 』

## 著作物
文部科学省科学研究費補助金研究成果報告書
- 『計画都市テオティワカンの発祥とモニュメント : 月のピラミッド発掘資料の分析と解釈』 2006-2007 愛知県立大学
- 『中米古代国家の形成とイデオロギー : テオティワカン「月のピラミッド」発掘調査』 2002-2004 愛知県立大学
- 『メソアメリカにおける古代都市国家の起源』 2000-2001 愛知県立大学

## 関連書籍
- NHK「プロフェッショナル」制作班『プロフェッショナル 仕事の流儀Ⅱ 2008-2009』2010年、ISBN 978-4-591-11532-9

## 参考資料
- 『プロフェッショナル 仕事の流儀』（NHK総合テレビジョン）2009年2月10日放送